# ウスベニアオイ
ウスベニアオイ（薄紅葵、学名: Malva sylvestris）は、アオイ科ゼニアオイ属の二年草。ヨーロッパ原産。日本では帰化植物の一つとして扱われるが、ヨーロッパではごく普通に見られる。ウスベニアオイの和名は、栽培品につけられたものである。ブルーマロウとも呼ばれている。近縁種ゼニアオイ（Malva mauritiana）は、本種の変種扱い（ver. mauritiana）とされることがある。

## 形態・生態
二年草。大変丈夫で寒さに強い植物であり、草丈は20 - 80センチメートル (cm) で、大きいものでは2メートル (m) に達することもある。茎にはまばらに毛がある。葉は長い柄がついて対生し、多くは掌状に3 - 5裂（ときに7裂）し、縁に鋸歯がある。
花期は夏。葉腋から細い花柄を数個ずつ束生して、赤紫色または白色の花を咲かせる。花の径は3.5 cmほどで、花弁は5枚。雄蕊は多数あり、花糸の下半分は合着して1個の筒となる。その筒の中には雌蕊があって、先端部は10裂する。花柄の上端部で、萼に接するように3枚の小包葉がある。萼は浅く5裂して、萼片は三角状となる。
果実は10 - 11個が輪状に並んだ分果に分かれ、熟すとハチの巣状に凹む。

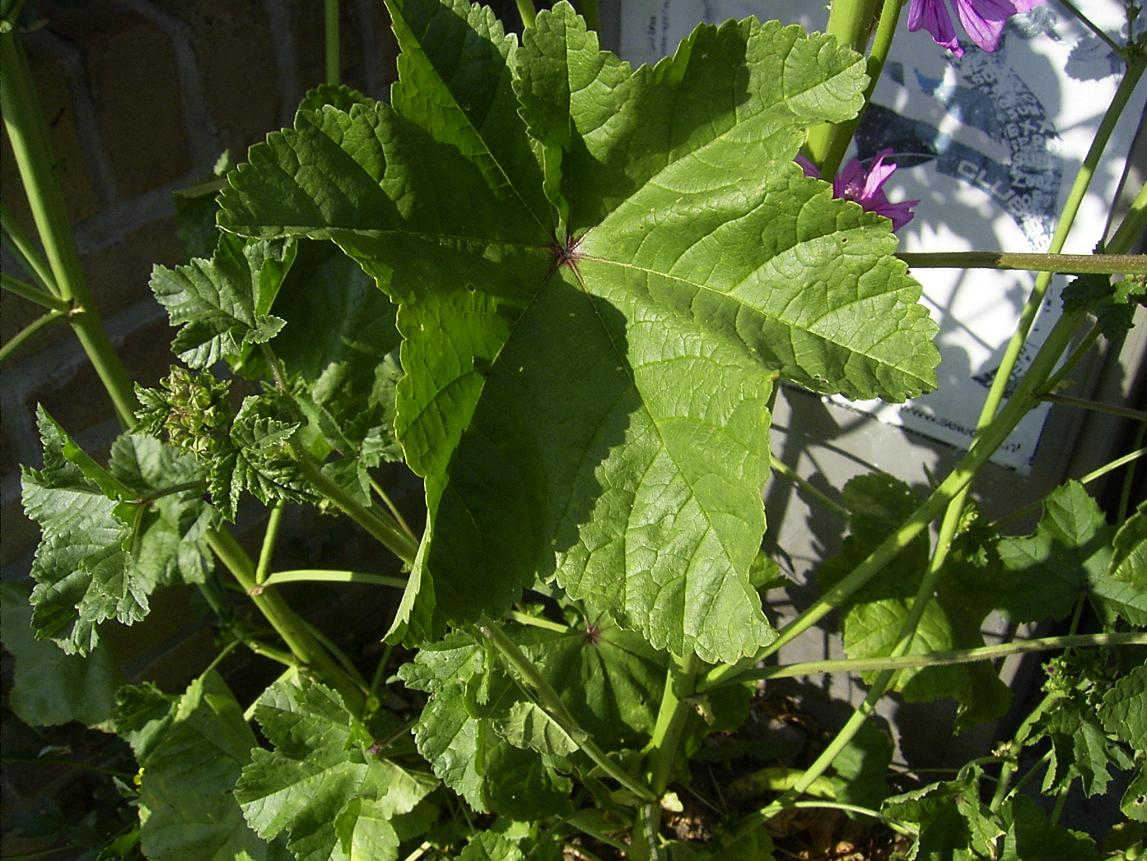
葉
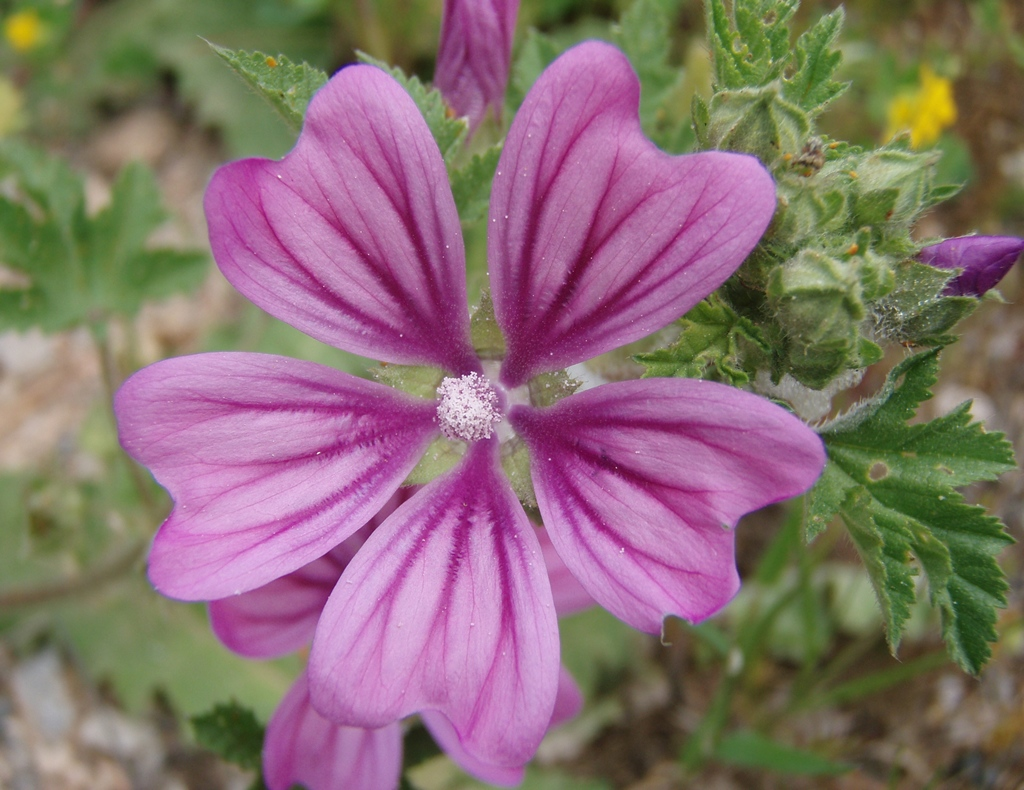
花
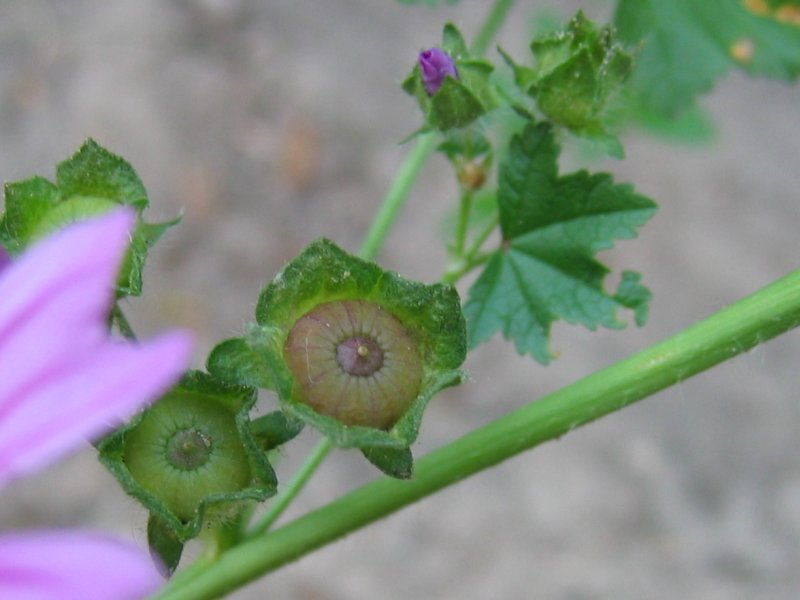
果実

## 人間との関わり

### 利用
花はハーブティとして利用されており、お湯を注ぐと透きとおった青いお茶になる。レモンを浮かべるとピンク色に変色するので、大変人気がある。近縁種のハーブに、芳香をもつムスクマロウや、平たく広がるクリーピングマロウ (Modiola caroliniana)がある。コモンマロウの花の水溶液は、酸性や塩基性の溶液を加えると色が変化するので、理科の教材や夏休みの自由研究などで利用されることがある。
若葉と花はサラダやハーブティに、葉と根は茹でて、野菜としても利用できる。民間薬として、咳や胃炎に効果があるとされている。ただし、妊娠中の人や何らかの食べ物にアレルギーがある人、医師の治療を受けている人は飲用・飲食を控えるか、掛かり付けの医者に相談してからの服用が望ましい。

### 栽培
良く日のあたる場所に植え、土は水はけの良い弱アルカリ性のものが適している。夏場は乾きやすいので水やりを怠らないこと。比較的多湿を好むが受け皿に水を溜めたりすると、根腐れの危険があるため、避ける。特に冬場は乾燥させて育てるのが良い。種まきは4月-5月中旬までに済ませる。株分けは4月-6月、9月-10月が良い。8月-9月頃種を付ける。直根性のため、種は直播が良いが、市販されているものを購入する場合は植えつける際に、根を傷つけないように注意が必要である。